# Gemeinde Štore

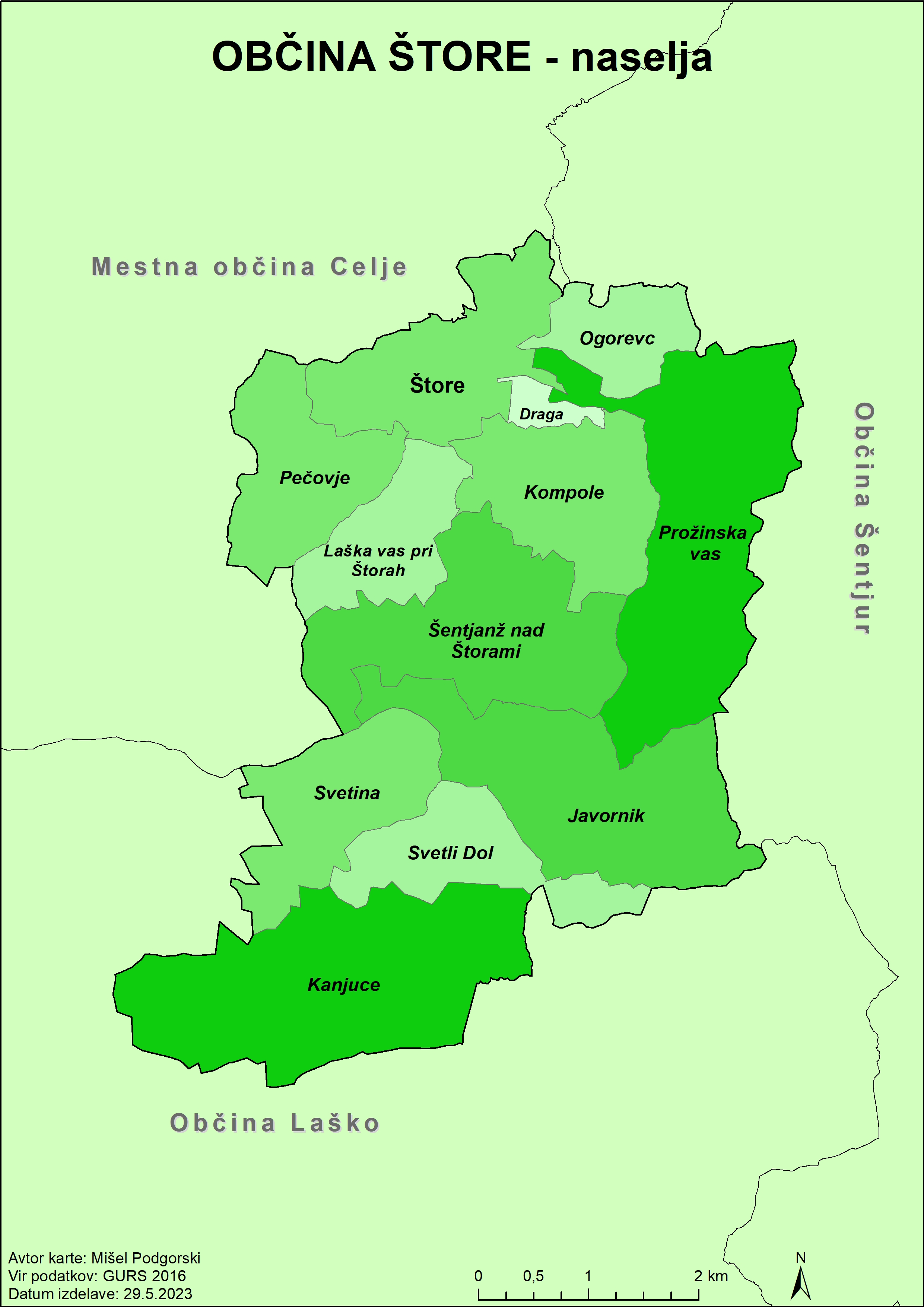
Ortschaften der Gemeinde Štore

Štore (dt. Storach) ist eine Gemeinde in der Region Spodnja Štajerska (Untersteiermark) in Slowenien.
Gemeindesitz ist die Ortschaft Štore.

## Lage
Die aus 12 Ortschaften bestehende Gemeinde liegt wenige Kilometer östlich von Celje. Die Stadt ist vor allem wegen ihres Walzwerkes Želežarna Štore bekannt, das 1851 gegründet wurde.

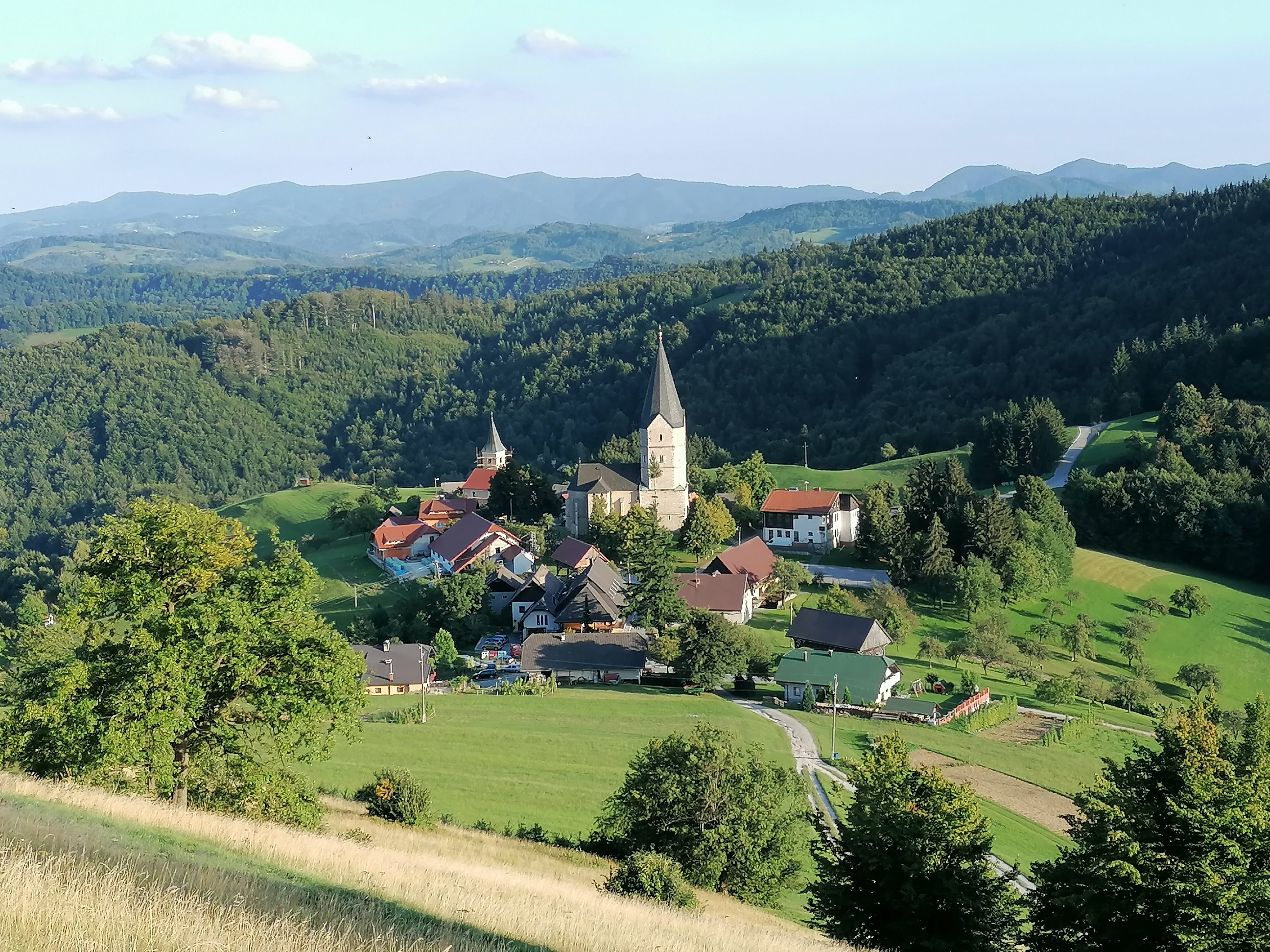
Weiler Svetina, Štore

## Ortschaften
- Draga (dt. Drag)
- Javornik (dt. Jauerburg)
- Kanjuce (dt. Kainiutz)
- Kompole (dt. Sankt Lorenz)
- Laška vas pri Štorah (dt. Wallendorf)
- Ogorevc (dt. Ogrietz)
- Pečovje (dt. Petschowie)
- Prožinska vas (dt. Proschingsdorf)
- Svetina (dt. Suetina)
- Svetli Dol (dt. Lichtenthal)
- Šentjanž nad Štorami (dt. Sankt Johann)
- Štore (dt. Storach)

## Sehenswürdigkeiten
- Pfarrkirche Maria Schnee aus dem 15. Jahrhundert in der Ortschaft Svetina.[4][5]

## Nachbargemeinden
| Celje        | Celje, Šentjur                              | Šentjur |
| Celje, Laško | Kompassrose, die auf Nachbargemeinden zeigt | Šentjur |
| Laško        | Laško                                       | Laško   |